# Deuterogonaria thauma
Deuterogonaria thauma är en plattmaskart som först beskrevs av Ernst Marcus 1952.  Deuterogonaria thauma ingår i släktet Deuterogonaria och familjen Haploposthiidae. Inga underarter finns listade i Catalogue of Life.